# Going in Training
Going in Training è il secondo album discografico di Hank Cochran, pubblicato dalla casa discografica RCA Victor Records nell'ottobre del 1965.

## Tracce
Lato A
1. Sally Was a Good Old Girl – 2:00 (Harlan Howard) – Registrato il 6 maggio 1965 al RCA Victor Studio di Nashville, Tennessee
2. I Want to Go with You – 2:15 (Hank Cochran) – Registrato il 10 giugno 1964 al RCA Victor Studio di Nashville, Tennessee
3. What Did I Do Wrong – 2:29 (Fred Carter Jr.) – Registrato il 10 giugno 1964 al RCA Victor Studio di Nashville, Tennessee
4. You Kept Me Awake – 2:12 (Jim Reeves) – Registrato il 25 maggio 1965 al RCA Victor Studio di Nashville, Tennessee
5. I Ever Saw – 2:20 (Harlan Howard, Hank Cochran) – Registrato il 25 maggio 1965 al RCA Victor Studio di Nashville, Tennessee
6. What Any Fool Would Do – 2:15 (Hank Cochran, Moneen Carpenter) – Registrato il 6 maggio 1965 al RCA Victor Studio di Nashville, Tennessee

Lato B
1. Who's Gonna – 2:20 (Hank Cochran) – Registrato il 25 maggio 1965 al RCA Victor Studio di Nashville, Tennessee
2. The Little Folks – 2:55 (Jack Clement) – Registrato il 6 maggio 1965 al RCA Victor Studio di Nashville, Tennessee
3. I'm Worried About Me – 2:42 (Hank Cochran) – Registrato il 6 maggio 1965 al RCA Victor Studio di Nashville, Tennessee
4. Jeanne's Waiting – 2:11 (Hank Cochran) – Registrato il 25 maggio 1965 al RCA Victor Studio di Nashville, Tennessee
5. Going in Training – 2:07 (Kenny Price) – Registrato l'8 gennaio 1965 al RCA Victor Studio di Nashville, Tennessee
6. Not That I Care – 3:15 (Cindy Walker) – Registrato il 6 maggio 1965 al RCA Victor Studio di Nashville, Tennessee

- Brano A4: nella ristampa su CD, il titolo è You Kept Me Awake Last Night

## Musicisti
Sally Was a Good Old Girl / What Any Fool Would Do / The Little Folks / I'm Worried About Me / Not That I Care
- Hank Cochran - voce
- Jerry Reed - chitarra
- Velma Smith - chitarra
- Buddy Emmons - chitarra steel
- Hargus Pig Robbins - pianoforte
- George Tidwell - tromba
- Roy M. Junior Huskey, Jr. - basso
- Kenneth Buttrey - batteria
- Anita Kerr Singers - accompagnamento vocale, cori
- Bob Ferguson - produttore

I Want to Go with You / What Did I Do Wrong
- Hank Cochran - voce
- Harold Bradley - chitarra
- Velma Smith - chitarra
- Jerry Reed - chitarra
- Buddy Emmons - chitarra steel
- Hargus Pig Robbins - pianoforte
- Roy M. Junior Huskey, Jr. - basso
- William Ackerman - batteria
- Chet Atkins - produttore

You Kept Me Awake / I Ever Saw / Who's Gonna / Jeanne's Waiting
- Hank Cochran - voce
- Jerry Reed - chitarra
- Fred Carter - chitarra
- Velma Smith - chitarra
- Harold Bradley - chitarra
- Lloyd Green - chitarra steel
- Floyd Cramer - pianoforte
- Jerry Smith - pianoforte
- Charlie McCoy - armonica
- Henry Strzelecki - basso
- Kenneth Buttrey - batteria
- Willie Ackerman - batteria
- Anita Kerr Singers - accompagnamento vocale, cori
- Bob Ferguson - produttore

Going in Training
- Hank Cochran - voce
- Jerry Reed - chitarra
- James Wilkerson - chitarra
- Buddy Emmons - chitarra steel
- Floyd Cramer - pianoforte
- George Tidwell - tromba
- Roy M. Junior Huskey, Jr. - basso
- Kenneth Buttrey - batteria
- Anita Kerr Singers - accompagnamento vocale, cori
- Chet Atkins - produttore[2]